# Gerhard Breitenberger
Gerhard Breitenberger (Golling an der Salzach,  1954. október 14. –) válogatott osztrák labdarúgó, hátvéd.

## Pályafutása

### Klubcsapatban
1974 és 1978 között a VÖEST Linz labdarúgója volt. 1978-ban egy rövid ideig a belga KRC Mechelen csapatában szerepelt. 1979 és 1985 között az Austria Salzburg játékosa volt. 1985-ben vonult vissza az aktív labdarúgástól.

### A válogatottban
1976 és 1978 között 15 alkalommal szerepelt az osztrák válogatottban. Tagja volt az 1978-as argentínai világbajnokságon részt vevő csapatnak.